# Aritao
Aritao est une municipalité de la province de Nueva Vizcaya, aux Philippines.
Sa population était de 37 225 habitants en 2015.